# Pediatric Blood & Cancer
Pediatric Blood & Cancer, abgekürzt Pediatr. Blood Cancer, ist eine wissenschaftliche Fachzeitschrift, die vom Wiley-Blackwell-Verlag veröffentlicht wird. Die Zeitschrift ist ein offizielles Publikationsorgan der American Society of Pediatric Hematology/Oncology und der International Society of Paediatric Oncology. Sie wurde 1975 unter dem Namen Medical and Pediatric Oncology gegründet, änderte den Namen 2004 in den derzeit gültigen und erscheint mit 14 Ausgaben im Jahr. Es werden Arbeiten veröffentlicht, die sich mit pädiatrischen Bluterkrankungen sowie malignen Erkrankungen im Kindesalter beschäftigen.
Der Impact Factor lag im Jahr 2014 bei 2,386. Nach der Statistik des ISI Web of Knowledge wird das Journal mit diesem Impact Factor in der Kategorie Pädiatrie an 27. Stelle von 119 Zeitschriften, in der Kategorie Onkologie an 128. Stelle von 211 Zeitschriften und in der Kategorie Hämatologie an 37. Stelle von 68 Zeitschriften geführt.